# Империале, Франческо Мария
Франческо Мария Империале (итал. Francesco Maria Imperiale; Сампьердарена, 1653 — Сампьердарена, 1736) — дож Генуэзской республики.

## Биография
Родился в Генуе в 1653 году на родовой вилле в Сампьердарене, близ Генуи. Сын Джан Джакомо Империале и Ливии Сальваджо. Обучался философии, богословию и поэзии.
В основном он связал свою государственную службу с магистратом Корсики, затем служил в качестве президента Совета юрисдикции, органа, который регулировал отношения между республикой и Церковью. По поручению дожа решал дипломатический вопрос с епископом епархии Акви, части герцогства Савойского.
Сенатор Республики в 1697 году и член Большого совета в 1709-1711 годах.
Был избран дожем 22 сентября 1711 года, 141-м в истории Генуи, став одновременно королём Корсики. Для назначения дожем Империале пришлось отказаться от прав на поместья в округе Сант-Анджело-дей-Ломбарди в пользу своего брата Энрико и племянника Джулио. Во время его правления состоялся визит в Геную супруги императора Карла VI, императрицы Елизаветы Кристины Брауншвейг-Вольфенбюттель, которая разместилась на семейной вилле дожа в Сампьердарене.
Его мандат завершился 22 сентября 1713 года,  после чего он, возможно, продолжал занимать государственные должности в системе управления Республикой. Умер на родовой вилле в Сампьердарене в 1736 году и был похоронен в церкви Сан-Сиро.
В 1678 году он женился на Сильвии Чентурионе Ольтремарини.